# سالنتو

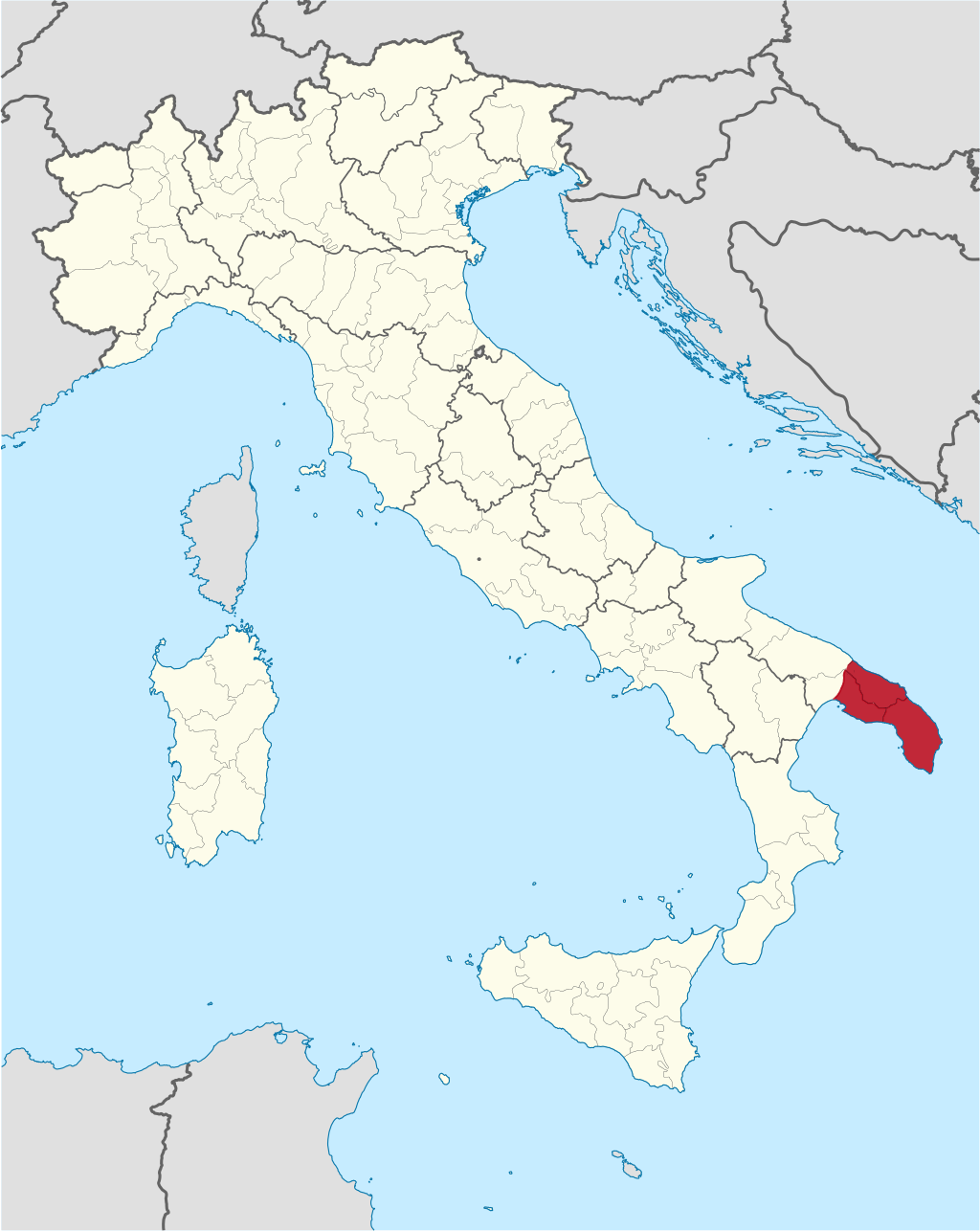
سالِنتو

سالنتو أو سالينتو (بلهجة سالينتو ‏: سالينتو) هي المنطقة الجغرافية الواقعة جنوب إيطاليا.وهي شبه جزيرة فرعيّة شبه الجزيرة الإيطالية، توصف أحيانًا "بكعب الجزمة" الإيطالية لشكل الخريطة.
تشمل كامل المنطقة الإدارية لمقاطعة لتشه، جزء كبير من مقاطعة برينديزي وجزء من مقاطعة تارانتو.
تعرف شبه الجزيرة أيضًا باسم أوترانتو لاند، وفي العصور القديمة كانت تدعى ميسابيا، كالابريا، وسالينتيا.

## جغرافيا

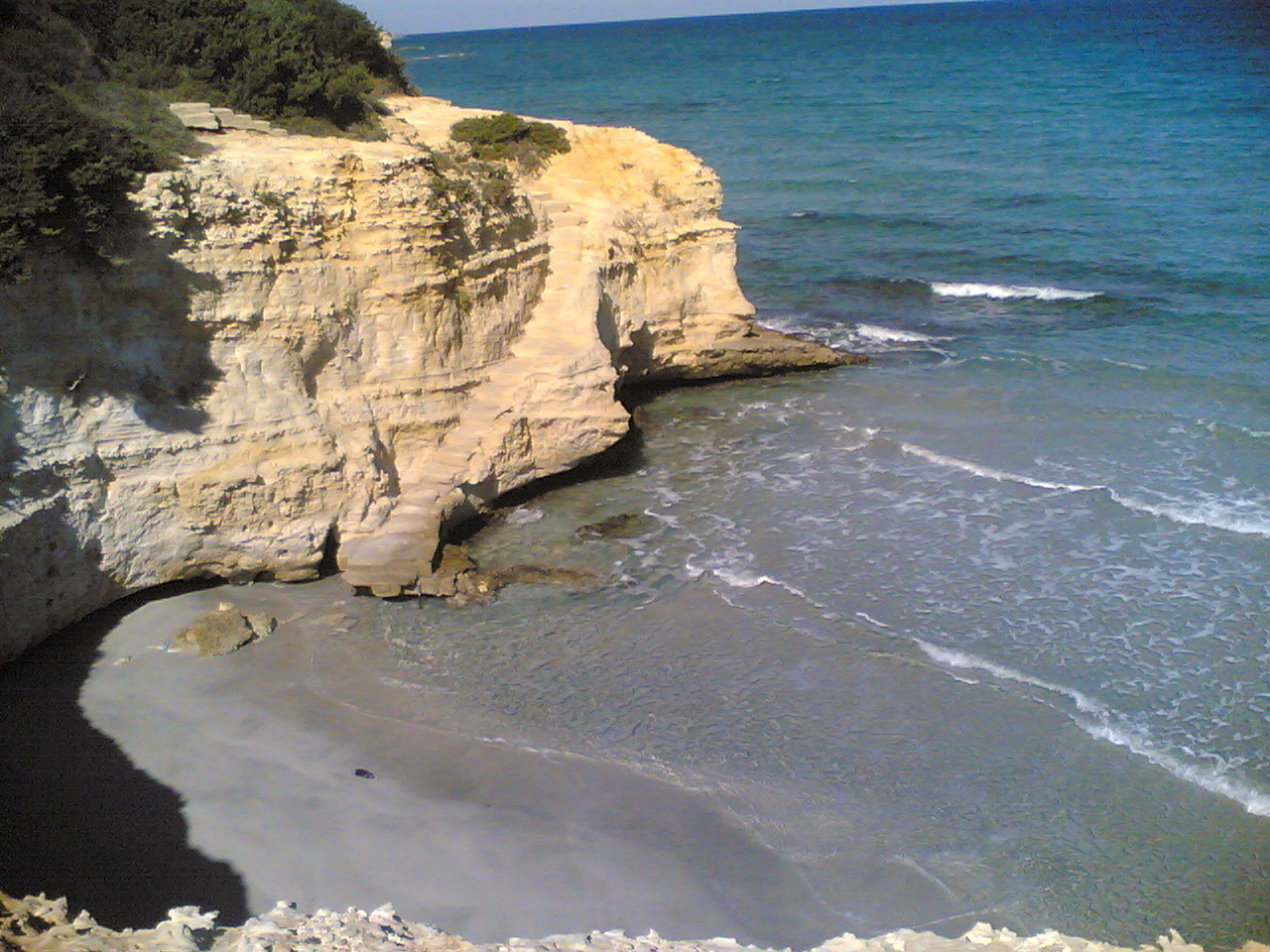
شاطئ في كونكا سبيكيولا، شمالي أوترانتو.

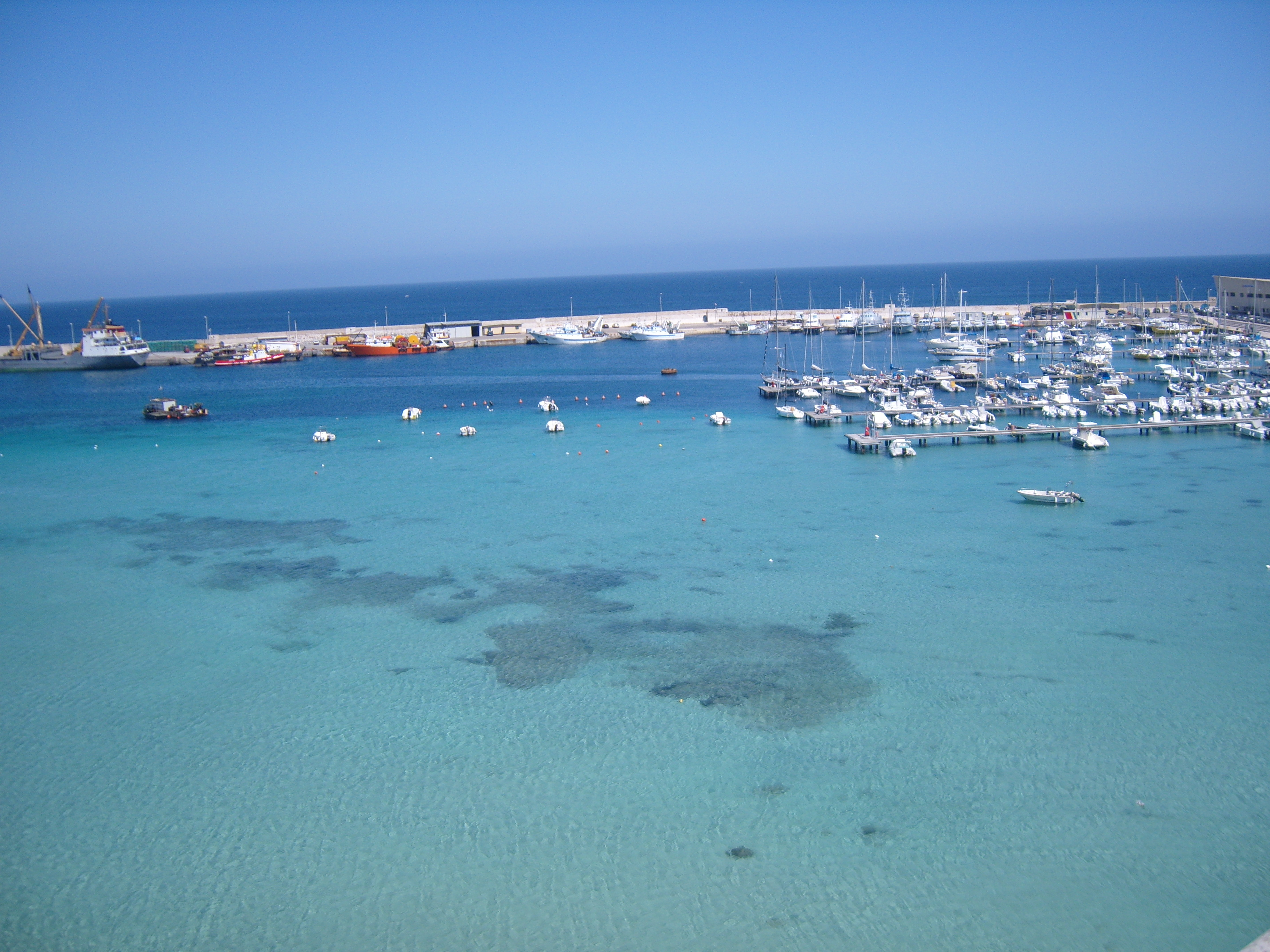
ميناء أوترانتو

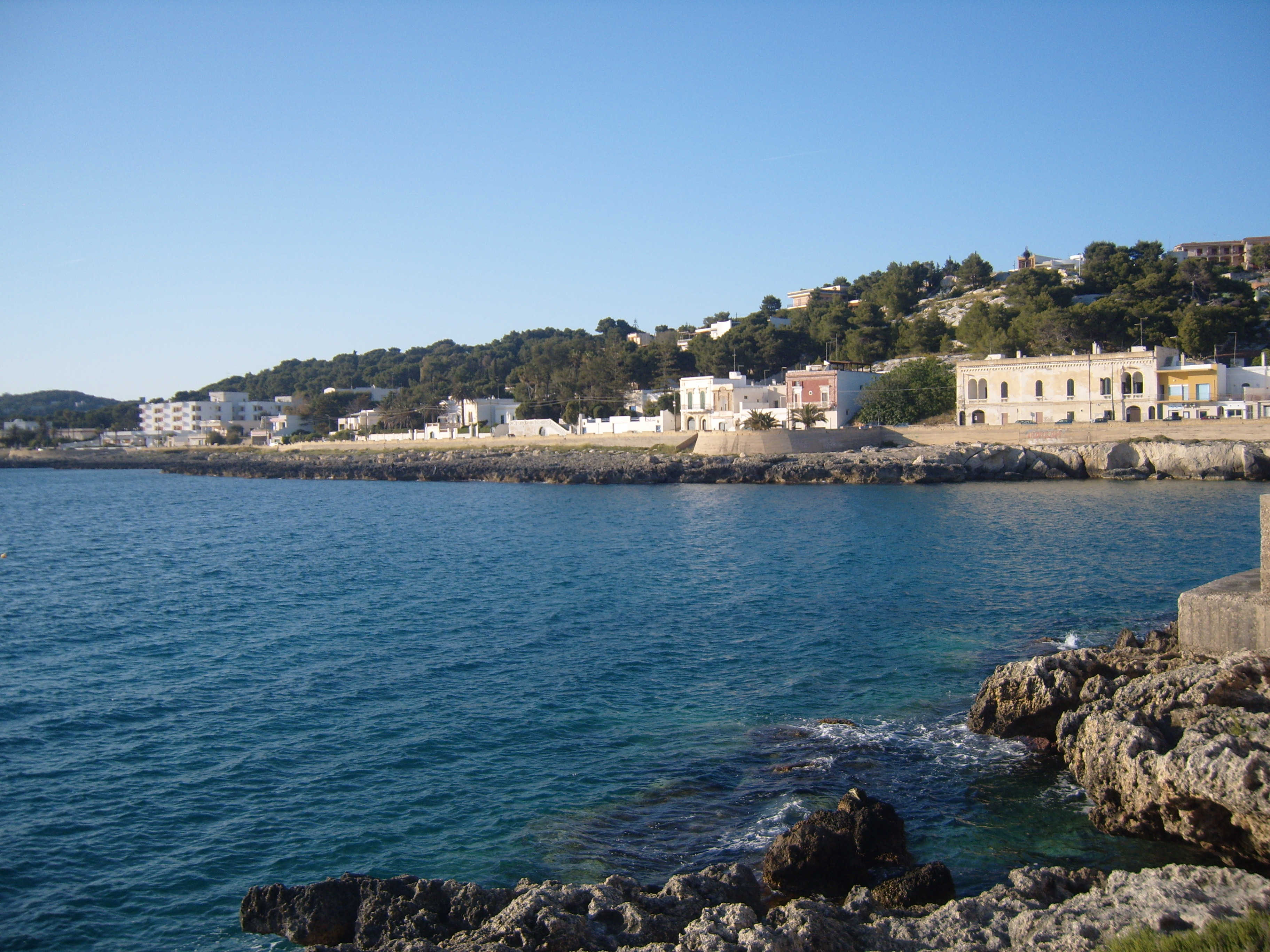
ساحل سانتا ماريا ال بانيو.

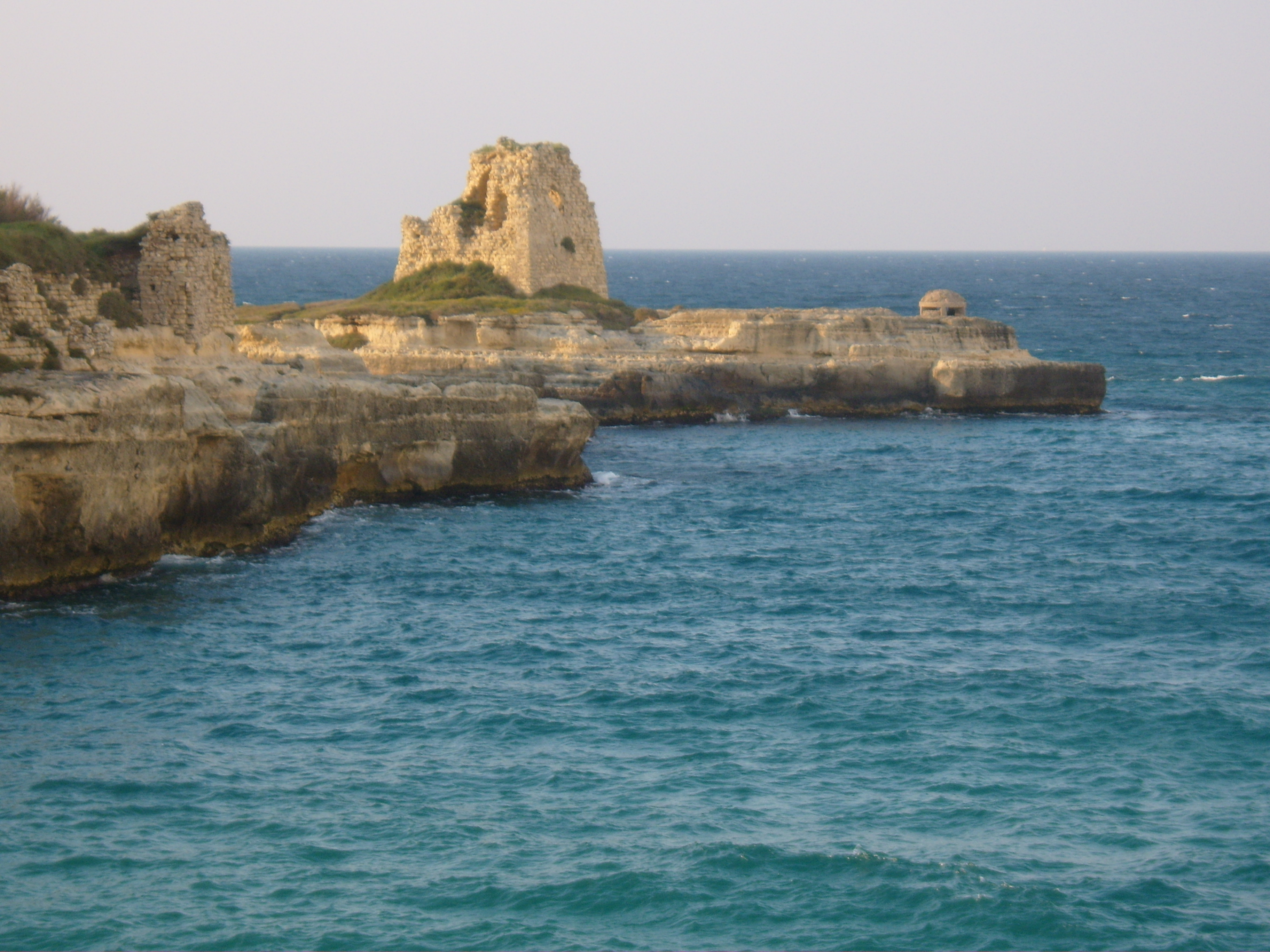
البرج الساحلي للقرن السادس عشر لسالنتينو، في روكا فيكيا.

تتكون شبه جزيرة سالينتو من الحجر الجيري وتقسم البحر الأدرياتيكي من البحر الأيوني. تعرف أيضًا كـ«شبه جزيرة سالنتينا»، من وجهة نظر جغرافية تشكلية فهي طوق حدودي بري بين البحر الأيوني والأدرياتيكي، إلى “Messapic threshold”, المنخفض الذي يمتد على طول خط تارانتو-أوستوني ويفصلها عن هضبة مورد.
حدودها هي:
- تارانتو، في مقاطعة تارانتو
- بيلوني، في إقليم أوستوني، بمقاطعة برينديزي
- سانتا ماريا دي لوكا  [لغات أخرى]‏، في مقاطعة لتشه.

## الموصالات
أقرب مطارات جويّة دولية هي لمطارات برينديزي وباري (الأخيرة تقع خارج سالنتو غير أنها ليست بالبعيدة).
طريقان سريعان يربطان سالينتو لباري. خط السكك الحديدية الرئيسي ينتهي في ليتشي. في حين المناطق الأخرى تخدمها السكك الحديدية الأقليمية.

## الأبراج الساحلية
الأبراج الساحلية في سالينتو هي أبراج مراقبة ساحلية، كما كان ساحل شبه الجزيرة يخضع لهجمات عديدة. قد يكون أول الأبراج نورمان. الأبراج التاريخية المتبقية هي في معظمها من القرن الخامس عشر والسادس عشر. العديد منها الآن في حالة خراب.

## بانوراما

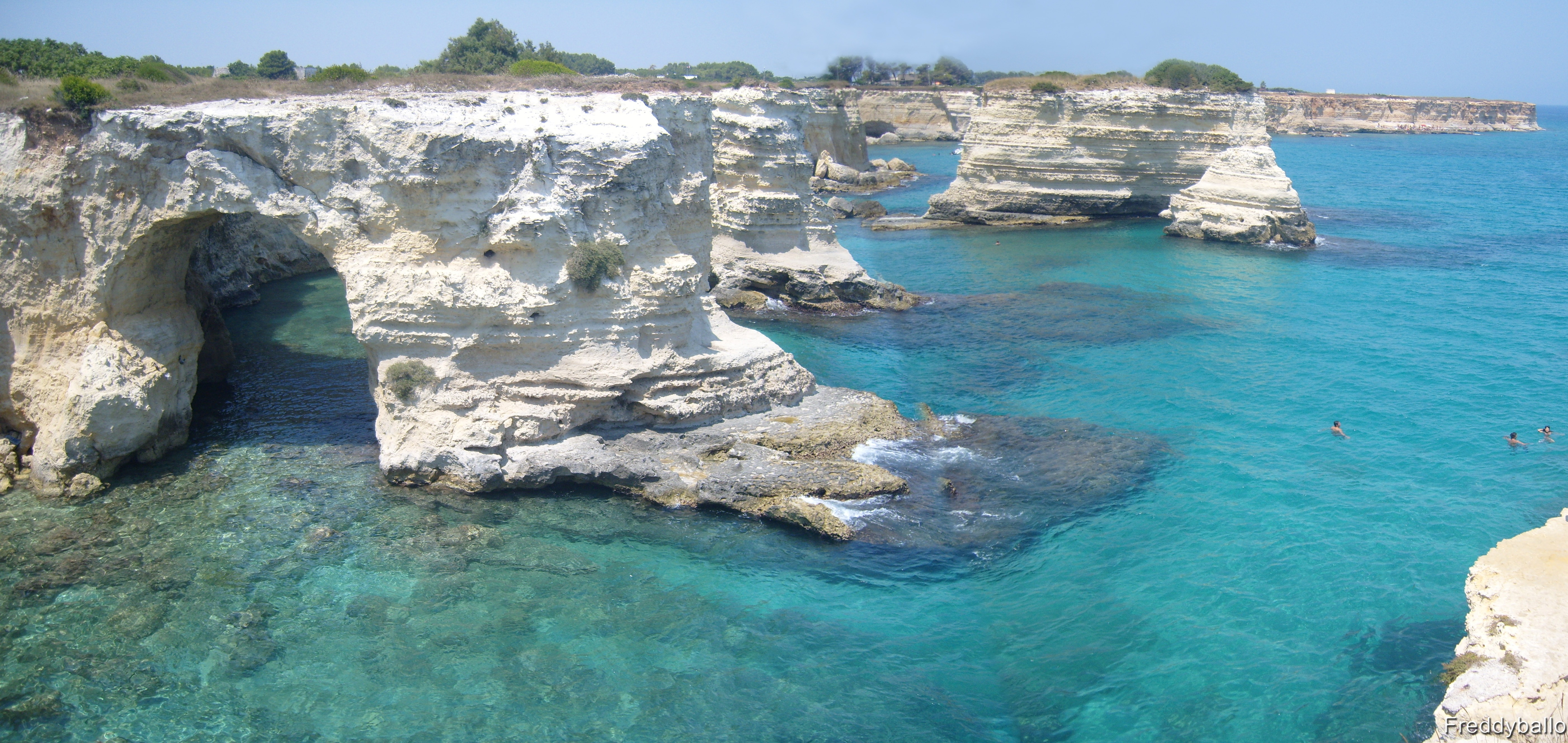
منظر لتوري سانتا أندريه، جزء من "مارينا" ميليندونيو.

بحيرة أليميني الكبيرة، قربّ أوترانتو.